# 2014-es labdarúgó-világbajnokság-selejtező (CAF – 1. forduló)
A 2014-es labdarúgó-világbajnokság afrikai selejtezőjének 1. fordulójának mérkőzéseit tartalmazó lapja.

## Lebonyolítás
Az első fordulóban a 24 legalacsonyabban rangsorolt válogatott vett részt. 12 párosítást sorsoltak, a csapatok oda-visszavágós rendszerben mérkőztek meg. A párosítások 12 győztese jutott tovább a második fordulóba. A sorsolást 2011. július 30-án tartották Rio de Janeiroban. A mérkőzéseket 2011. november 11-én és 15-én játszották.

## Sorsolás
A csapatokat két kalapba osztották a kiemelési rangsor szerint. A kalapok az 5. és 6. számokat kapták. Az „5. kalapba” a 29–40., a „6. kalapba” a 41–52. helyezettek kerültek.
| 5. kalap                                                 | 5. kalap                                                   | 6. kalap                                                                          | 6. kalap                                                                              |
| -------------------------------------------------------- | ---------------------------------------------------------- | --------------------------------------------------------------------------------- | ------------------------------------------------------------------------------------- |
| Mozambik · Kongói DK · Togo · Libéria · Tanzánia · Kongó | Kenya · Ruanda · Etiópia · Namíbia · Burundi · Madagaszkár | Bissau-Guinea · Egyenlítői-Guinea · Csád · Szváziföld · Comore-szigetek · Lesotho | Eritrea · Szomália · Dzsibuti · Mauritius · Seychelle-szigetek · São Tomé és Príncipe |

## Párosítások
| 1. csapat            | Össz.Tooltip Aggregate score | 2. csapat   | 1. mérk. | 2. mérk. |
| -------------------- | ---------------------------- | ----------- | -------- | -------- |
| Seychelle-szigetek   | 0–7                          | Kenya       | 0–3      | 0–4      |
| Bissau-Guinea        | 1–2                          | Togo        | 1–1      | 0–1      |
| Dzsibuti             | 0–8                          | Namíbia     | 0–4      | 0–4      |
| Mauritius            | játék nélkül                 | Libéria     | —        | —        |
| Comore-szigetek      | 1–5                          | Mozambik    | 0–1      | 1–4      |
| Egyenlítői-Guinea    | 3–2                          | Madagaszkár | 2–0      | 1–2      |
| Szomália             | 0–5                          | Etiópia     | 0–0      | 0–5      |
| Lesotho              | 2–2 (i.g.)                   | Burundi     | 1–0      | 1–2      |
| Eritrea              | 2–4                          | Ruanda      | 1–1      | 1–3      |
| Szváziföld           | 2–8                          | Kongói DK   | 1–3      | 1–5      |
| São Tomé és Príncipe | 1–6                          | Kongó       | 0–5      | 1–1      |
| Csád                 | 2–2 (i.g.)                   | Tanzánia    | 1–2      | 1–0      |

## Mérkőzések
| 2011. november 11. 17:00 (UTC+4) |

| Seychelle-szigetek | 0–3               | Kenya                             |
| ------------------ | ----------------- | --------------------------------- |
|                    | (0–1) Jegyzőkönyv | Ochieng 41' Kimani 75' Oliech 81' |

| Stade Linité, Victoria Nézőszám: 2000 Játékvezető: Dennis Batte (ugandai) |

| 2011. november 15. 16:00 (UTC+3) |

| Kenya                                           | 4–0               | Seychelle-szigetek |
| ----------------------------------------------- | ----------------- | ------------------ |
| Mandela 20' Oliech 36' Mulama 45+1' Wanyama 75' | (3–0) Jegyzőkönyv |                    |

| Nyayo Nemzeti Stadion, Nairobi Játékvezető: Victor Gomes (dél-afrikai) |

Kenya 7–0-s összesítéssel továbbjutott a második fordulóba.
| 2011. november 11. 16:00 (UTC) |

| Bissau-Guinea              | 1–1               | Togo      |
| -------------------------- | ----------------- | --------- |
| de Carvalho 37' (11-esből) | (1–1) Jegyzőkönyv | Gakpé 32' |

| Estádio Lino Correia, Bissau Nézőszám: 3000 Játékvezető: Malang Diedhiou (szenegáli) |

| 2011. november 15. 15:30 (UTC) |

| Togo     | 1–0               | Bissau-Guinea |
| -------- | ----------------- | ------------- |
| Gakpé 2' | (1–0) Jegyzőkönyv |               |

| Stade de Kégué, Lomé Játékvezető: Mal Souley Mohamadou (kameruni) |

Togo 2–1-s összesítéssel továbbjutott a második fordulóba.
| 2011. november 11. 15:00 (UTC+3) |

| Dzsibuti | 0–4               | Namíbia                               |
| -------- | ----------------- | ------------------------------------- |
|          | (0–1) Jegyzőkönyv | Bester 15' 69' Kaimbi 50' Urikhob 84' |

| Stade du Ville, Dzsibuti Nézőszám: 3000 Játékvezető: Tessema Bamlak (etióp) |

| 2011. november 15. 20:00 (UTC+2) |

| Namíbia                                | 4–0               | Dzsibuti |
| -------------------------------------- | ----------------- | -------- |
| Isaacks 17' Kaimbi 34' 60' Urikhob 83' | (2–0) Jegyzőkönyv |          |

| Sam Nujoma Stadium, Windhoek Játékvezető: Samuel Chirinda (mozambiki) |

Namíbia 8–0-s összesítéssel továbbjutott a második fordulóba.
|  |

| Mauritius | nem játszották le | Libéria |
| --------- | ----------------- | ------- |
|           |                   |         |

|  |

Mauritius 2011. október 31-én visszalépett a világbajnoki selejtezőktől. Libéria automatikusan továbbjutott a második fordulóba.
| 2011. november 11. 15:00 (UTC+3) |

| Comore-szigetek | 0–1               | Mozambik            |
| --------------- | ----------------- | ------------------- |
|                 | (0–0) Jegyzőkönyv | Miro 56' (11-esből) |

| Stade Said Mohamed Cheikh, Mitsamiouli Nézőszám: 3000 Játékvezető: David Jane (lesothói) |

| 2011. november 15. 19:00 (UTC+2) |

| Mozambik                                       | 4–1               | Comore-szigetek |
| ---------------------------------------------- | ----------------- | --------------- |
| Domingues 27' Sitoe 45' Whiskey 57' Clésio 85' | (2–0) Jegyzőkönyv | Youssouf 73'    |

| Estádio do Zimpeto, Maputo Játékvezető: Ruzive Ruzive (zimbabwei) |

Mozambik 5–1-s összesítéssel továbbjutott a második fordulóba.
| 2011. november 11. 16:00 (UTC+1) |

| Egyenlítői-Guinea                | 2–0               | Madagaszkár |
| -------------------------------- | ----------------- | ----------- |
| Juvenal 23' (11-esből) Randy 79' | (1–0) Jegyzőkönyv |             |

| Nuevo Estadio de Malabo, Malabo Játékvezető: Eric Otogo-Castane (gaboni) |

| 2011. november 15. 15:50 (UTC+3) |

| Madagaszkár                 | 2–1               | Egyenlítői-Guinea |
| --------------------------- | ----------------- | ----------------- |
| Yvan 70' Ramanamahefa 90+3' | (0–1) Jegyzőkönyv | Ellong 26'        |

| Mahamasina Municipal Stadium, Antananarivo Játékvezető: Parmendra Nunkoo (mauritiusi) |

Egyenlítői-Guinea 3–2-s összesítéssel továbbjutott a második fordulóba.
| 2011. november 11. 15:45 (UTC+3) |

| Szomália | 0–0         | Etiópia |
| -------- | ----------- | ------- |
|          | Jegyzőkönyv |         |

| Stade du Ville, Dzsibuti, (Dzsibuti) Nézőszám: 3000 Játékvezető: Mohamed Hassan Ourouke (dzsibuti) |

| 2011. november 16. 16:00 (UTC+3) |

| Etiópia                                   | 5–0               | Szomália |
| ----------------------------------------- | ----------------- | -------- |
| Oukri 5' S. Bekele 62' 65' Kebede 87' 90' | (1–0) Jegyzőkönyv |          |

| Addisz-Abeba Stadion, Addisz-Abeba Játékvezető: Med Said Kordi (tunéziai) |

Etiópia 5–0-s összesítéssel továbbjutott a második fordulóba.
| 2011. november 11. 20:00 (UTC+2) |

| Lesotho      | 1–0               | Burundi |
| ------------ | ----------------- | ------- |
| Ramabele 81' | (0–0) Jegyzőkönyv |         |

| Setsoto Stadium, Maseru Nézőszám: 5000 Játékvezető: Rainhold Shikongo (namíbiai) |

| 2011. november 15. 14:30 (UTC+2) |

| Burundi                             | 2–1               | Lesotho      |
| ----------------------------------- | ----------------- | ------------ |
| Amissi 29' Ndikumana 88' (11-esből) | (1–1) Jegyzőkönyv | Mothoana 23' |

| Prince Louis Rwagasore Stadium, Bujumbura Játékvezető: Anthony Ramsy Raphael (malawi) |

Lesotho 2–2-s összesítéssel, idegenben szerzett több góllal továbbjutott a második fordulóba.
| 2011. november 11. 15:30 (UTC+3) |

| Eritrea   | 1–1               | Ruanda         |
| --------- | ----------------- | -------------- |
| Tekle 35' | (1–0) Jegyzőkönyv | Uzamukunda 52' |

| Cicero Stadium, Aszmara Nézőszám: 6000 Játékvezető: Mahamadou Keita (mali) |

| 2011. november 15. 15:30 (UTC+2) |

| Ruanda                            | 3–1               | Eritrea    |
| --------------------------------- | ----------------- | ---------- |
| Karekezi 4' Iranzi 71' Bokota 78' | (1–0) Jegyzőkönyv | Tedros 90' |

| Stade Amahoro, Kigali Játékvezető: Joshua Bondo (botswanai) |

Ruanda 4–2-s összesítéssel továbbjutott a második fordulóba.
| 2011. november 11. 16:00 (UTC+2) |

| Szváziföld  | 1–3               | Kongói DK                           |
| ----------- | ----------------- | ----------------------------------- |
| Shongwe 65' | (0–2) Jegyzőkönyv | Kaluyituka 18' Mputu 24' Bokese 73' |

| Somhlolo Nemzeti Stadion, Lobamba Nézőszám: 785 Játékvezető: Janny Sikazwe (zambiai) |

| 2011. november 15. 15:30 (UTC+1) |

| Kongói DK                                | 5–1               | Szváziföld  |
| ---------------------------------------- | ----------------- | ----------- |
| Mputu 7' 49' Kaluyituka 46' 61' Diba 65' | (1–0) Jegyzőkönyv | Shongwe 63' |

| Stade des Martyrs, Kinshasa Játékvezető: Jean Michel Moukoko (kongói) |

A Kongói DK 8–2-s összesítéssel továbbjutott a második fordulóba.
| 2011. november 11. 15:00 (UTC) |

| São Tomé és Príncipe | 0–5               | Kongó                                                           |
| -------------------- | ----------------- | --------------------------------------------------------------- |
|                      | (0–3) Jegyzőkönyv | Missilou 3' Douniama 8' Malonga 32' Oniangue 55' Tchilimbou 70' |

| Estádio Nacional 12 de Julho, São Tomé Nézőszám: 3000 Játékvezető: Sosthene Ngbokaye (közép-afrikai) |

| 2011. november 15. 15:30 (UTC+1) |

| Kongó        | 1–1               | São Tomé és Príncipe |
| ------------ | ----------------- | -------------------- |
| N' Ganga 55' | (0–0) Jegyzőkönyv | Gando 49'            |

| Stade Municipal, Pointe-Noire Játékvezető: Oumar Mahamat (csádi) |

Kongó 6–1-s összesítéssel továbbjutott a második fordulóba.
| 2011. november 11. 16:00 (UTC+1) |

| Csád     | 1–2               | Tanzánia              |
| -------- | ----------------- | --------------------- |
| Labo 12' | (1–1) Jegyzőkönyv | Ngassa 11' Bakari 80' |

| Stade Omnisports Idriss Mahamat Ouya, N’Djamena Nézőszám: 10 000 Játékvezető: Bunmi Ogunkolade (nigériai) |

| 2011. november 15. 16:00 (UTC+3) |

| Tanzánia | 0–1               | Csád     |
| -------- | ----------------- | -------- |
|          | (0–0) Jegyzőkönyv | Labo 48' |

| Benjamin Mkapa Nemzeti Stadion, Dar es-Salaam Játékvezető: Hamada Nampiandraza (madagaszkári) |

Tanzánia 2–2-s összesítéssel, idegenben szerzett több góllal továbbjutott a második fordulóba.